# 照片 (苹果)
照片是由蘋果公司开发的照片管理和图像编辑应用程序。它于2014年9月17日作为iOS 8中的預安裝应用程序发布，并於2015年4月8日推送給OS X Yosemite 。2016年9月13日，該應用程序登陸tvOS 10。